# Saint-Fuscien
Saint-Fuscien är en kommun i departementet Somme i regionen Hauts-de-France i norra Frankrike. Kommunen ligger i kantonen Boves som tillhör arrondissementet Amiens. År 2022 hade Saint-Fuscien 1 418 invånare.

## Befolkningsutveckling
Antalet invånare i kommunen Saint-Fuscien
| Referens: INSEE |